# ナンシー・ホグスヘッド
ナンシー・ホグスヘッド　(Nancy Hogshead-Makar 1962年4月17日 - )はアメリカ合衆国アイオワ州アイオワシティ出身のアメリカ人女子競泳選手、弁護士である。1984年ロサンゼルスオリンピックで100m自由形・400mフリーリレー・400mメドレーリレーで金メダル、200m個人メドレーで銀メダルを獲得した。引退後は下着モデルなどを経て、弁護士となり、フロリダ・コスタル法科大学院（FCSL）教授、アメリカ法曹協会女性の権利委員会共同議長等を務めた。

## 経歴

### 1984年ロサンゼルスオリンピック
| 種目                 | 予選          | 決勝          |
| -------------------- | ------------- | ------------- |
| 100m自由形           | 55.85 (1位)   | 55.92 (1位)   |
| 200mバタフライ       | 2:12.10 (2位) | 2:11.98 (4位) |
| 200m個人メドレー     | 2:16.29 (1位) | 2:15.17 (2位) |
| 4×100mリレー         |               | 3:43.43 (1位) |
| リレーラップタイム   |               | 55.18         |
| 4×100mメドレーリレー |               | 4:08.34 (1位) |
| リレーラップタイム   |               | 55.27         |

1980年モスクワオリンピックの代表権を獲得していたが、ボイコットで出場することはできなかった。念願のオリンピック初出場となったロサンゼルス大会では100m自由形・400mリレー・400mメドレーリレーの三冠に加え、200m個人メドレーでも銀メダルを獲得した。
1991年ジョッキー・インターナショナルの下着モデルとなる。1997年にジョージタウン大学ローセンターを卒業したのち、ジャクソンビルに戻り、ホランド・アンド・ナイト法律事務所に入所。1999年に同僚の弁護士（のちに裁判官）と結婚し、一男二女をもうけた。2001年から2013年までジャクソンビルのフロリダ・コスタル法科大学院（FCSL）教授として不法行為及びスポーツ法の教鞭を執った。2004年から2012年までアメリカ法曹協会女性の権利委員会共同議長。